# Льюїс Гордон, 3-й маркіз Гантлі

Герб маркизів Гантлі.

Льюїс Гордон (англ. Lewis Gordon) (1626—1653) — VIII граф Гантлі, ІІІ маркіз Гантлі, ІІІ граф Ензі, вікон Інвернесс (з 1651 року) — шотландський аристократ, вождь клану Гордон, учасник громадянської війни в Шотландії.

## Життєпис
Льюїс Гордон народився у Франції, коли його батько служив королю Франції. Він був названий на честь короля Франції Людовіка ХІІІ. Льюїс Гордон був третім сином Джорджа Гордона , ІІ маркіза Гантлі і леді Анни Кемпбелл, сестри маркіза Аргайла, лідера Шотландських Ковенанторів. До 10 років його виховував дід  Джордж Гордон, І маркіз Гантлі. 
З дитинства він був відчайдушним романтиком — у дитинстві він викрав коштовності, хотів найняти голландський корабель і приєднатися до армії. Коли йому було 13 років спалахнула в Шотландії Перша єпископська війна. Молодий Гордон вислизнув із замку, переліз через стіну і поспішив у гори, де він підняв на війну бригаду воїнів з клану Гордон для боротьби з ковенанторами. Перший досвід війни він отримав під час битви під Мегрей-Хілл, де загони Хайленду були знищені вогнем артилерії супротивника. Після того, як було укладене перемир'я, він вирушив до Франції, де поступив на службу в піхотний полк як звичайний піхотинець, для того щоб пізнати службу солдатів з нуля. Через три роки він покинув службу у Франції і вирушив в Англію, де вирушив в похід на північ  в Шотландію. Він воював спочатку у складі армії роялістів, а потім у складі армії ковенанторів, якою командував його дядько  граф Аргайл, у складі тої самої армії проти якої він воював у 1639 році. Під час громадянської війни в Шотландії в 1644—1646 роках кілька разів переходив з одного ворогуючого табору в інший. У 1644 році на стороні ковенанторів він захищав Абердин від військ рояліста Монтроза (битві під Абердином), але вже в наступному році брав участь у компаніях Монтроза на півночі Шотландії. У 1645 році під час битви під Алфорд загинув старший син маркіза Гантлі — лорд Джордж Гордон. У 1648 році у вигнанні в Франції помер другий брат — Джеймс Гордон — віконт Абойн. У результаті цього після страти маркіза Гантлі в 1649 році Льюїс успадкував права на володіння і титули вождів клану Гордон.
Повернувшись додому маючи всього 16 років він спокусив наречену свого старшого брата  віконта Абойн. Після поразки роялістів Льюїс Гордон вимушений був тікати з країни до Франції. У 1651 році йому було дозволено повернутися до Шотландії, не дивлячись на те, що він відмовився визнати себе вірним шотландській пресвітеріанській церкві, він був католиком.
У березні 1651 року під тиском короля Карла ІІ парламент Шотландії відмінив рішення про конфіскацію володінь вождів клану Гордон, яке він прийняв у 1649 році. Льюїс Гордон офіційно прийняв титул ІІІ маркіза Гантлі. Він підтримав короля у його боротьбі з радикальними ковенанторами, а після розгрому королівської армії в битві під Вустер 3 вересня 1651 року очолив армію Шотландії в Абердинширі і продовжував опір англійської армії та боротьбу за незалежність Шотландії. Але 21 листопада 1651 року маркіз Гантлі капітулював перед англійською армією, що означало повне завоювання Шотландії диктатором Англії Олівером Кромвелем. У 1653 році Льюїс Гордон помер у віці всього 27 років, залишивши єдиного сина Джорджа Гордона, що став І герцогом Гордон. Він залишив молоду вдову (яка теж перейшла в католицизм) три дочки і мало сина віком 4 роки.
Про нього різне писали історики. Патрік Гордон Рутвен писав про нього як про героя громадянської війни. Джон Бьюкен писав про нього як про дикого, впертого і божевільного авантюриста.

## Родина
Мері Грант — дружина
Діти:
- Джин Гордон
- Мері Гордон
- Анна Гордон
- Джордж Гордон